# Sonny Perdue
Pour les articles homonymes, voir Perdue (homonymie).
George Ervin Perdue III, dit Sonny Perdue, né le 20 décembre 1946 à Perry (État de Géorgie), est un homme politique américain, anciennement vétérinaire et militaire. Membre du Parti républicain, il est gouverneur de Géorgie de 2003 à 2011 et secrétaire à l'Agriculture des États-Unis de 2017 à 2021 sous la présidence de Donald Trump.

## Biographie

### Enfance et études
George Ervin Perdue III est né le 20 décembre 1946 à Perry dans l'État américain de Géorgie. Son père est agriculteur et il grandit dans la ferme familiale. 
Il obtient en 1971 un diplôme de vétérinaire à l’université de Géorgie. Après avoir exercé la profession de vétérinaire et lancé trois petites entreprises, il commence sa carrière politique dans le Parti démocrate. 
Il sert également dans l'armée en tant que pilote de la US Air Force avec le grade de capitaine.

### Carrière politique

#### Au Sénat de l'État de Géorgie
Sonny Perdue est élu au Sénat de Géorgie en 1991 sous l'étiquette démocrate. Il est réélu sous cette étiquette en 1994 et 1996, et est chef du groupe démocrate de 1994 à 1997.  
Il participe aux comités d'Ethics, Finance & Public Utilities, de Health & Human Services, de Reapportionment and Economic Development et de Tourism & Cultural Affairs. 
En 1997, il quitte les démocrates pour rejoindre le Parti républicain. 

#### Gouverneur

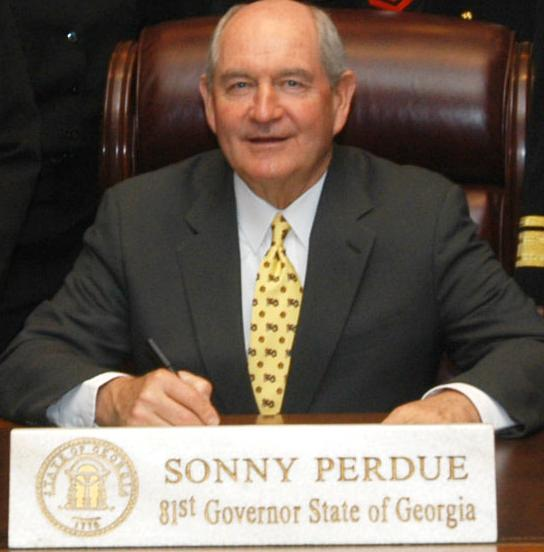
Sonny Perdue en tant que gouverneur de Géorgie.

En novembre 2002, battant le gouverneur sortant démocrate Roy Barnes, Perdue est élu 81e gouverneur de Géorgie. Il devient alors le premier gouverneur républicain de l'État en 130 ans, soit depuis 1872.
La campagne électorale se focalise essentiellement sur les abus de pouvoirs de Barnes, les résultats scolaires désastreux des enfants de Géorgie (dans le système éducatif américain, les programmes scolaires sont souvent établis par les États) et le changement de drapeau de Georgie, imposé par Barnes au parlement de l'État malgré l'opposition de plusieurs groupes minoritaires. Depuis 1955, le drapeau de Georgie reprenait sur sa moitié droite la croix en sautoir du drapeau des États confédérés. Après son élection, Perdue propose un compromis en présentant au parlement un nouvel emblème pour le drapeau de Géorgie. En mars 2004, les électeurs approuvent cette décision par référendum à près de 75 % des suffrages. 
En décembre 2005, Sonny Perdue est le 18e gouverneur le plus populaire du pays avec un taux d'approbation de 60 %, ex æquo avec les gouverneurs Kenny Guinn du Nevada et Mike Huckabee de l'Arkansas. 
En novembre 2006, il est réélu gouverneur avec 56 % des voix contre 38 % au lieutenant-gouverneur démocrate Mark Taylor (en).

#### Secrétaire à l'Agriculture des États
En janvier 2017, il est désigné par Donald Trump pour devenir secrétaire à l'Agriculture dans son cabinet. Le 25 avril, sa nomination est confirmée par le Sénat par 87 voix contre 11.
Il est choisi pour être le survivant désigné lors du premier discours sur l'état de l'Union de Donal Trump, le 30 janvier 2018.
En août 2020, lors d'un déplacement officiel à Mills River pour faire la promotion d'un programme du département de l'Agriculture, il mentionne son soutien à la candidature de Donald Trump pour l'élection présidentielle de novembre. Le Hatch Act interdisant aux employés fédéraux de s'engager dans des activités politiques partisanes, il est condamné en octobre à rembourser les frais du déplacement.
Il quitte ses fonctions le 20 janvier 2021, après l'investiture de Joe Biden comme président.

### Vie privée
Sonny Perdue est marié et père de quatre enfants et grand-père de quatre petits enfants.

## Historique électoral

### Gouvernorat
| Année | Sonny Perdue | Démocrate | Libertarien | Vert   | SWP    |
| ----- | ------------ | --------- | ----------- | ------ | ------ |
| Année |              |           |             |        |        |
| 2002  | 51,39 %      | 46,23 %   | 3,84 %      | 0,06 % | —      |
| 2006  | 57,94 %      | 38,22 %   | 2,32 %      | —      | 0,00 % |